# Тереховская (Вологодская область)
Тереховская — деревня в Кирилловском районе Вологодской области у впадении реки Хмелёвка в Суслу.
Входит в состав Николоторжского сельского поселения, с точки зрения административно-территориального деления — в Волокославинский сельсовет.
Расстояние до районного центра Кириллова по автодороге — 45,5 км, до центра муниципального образования Никольского Торжка по прямой — 15 км. Ближайшие населённые пункты — Татьянино, Хмелевицы, Подгорная.
По переписи 2002 года население — 35 человек (17 мужчин, 18 женщин). Преобладающая национальность — русские (91 %).